# Grzegorz Hałubek
Grzegorz Piotr Hałubek (ur. 12 września 1961) – polski rybak i działacz związkowy, w 2007 podsekretarz stanu w Ministerstwie Gospodarki Morskiej. Od 2005 prezes Związku Rybaków Polskich.

## Życiorys
Wychował się w Ustce. Gdy miał trzy lata, jego rodzice przeprowadzili się tam z Częstochowy. Ukończył rybołówstwo śródlądowe na Akademii Rolniczo-Technicznej w Olsztynie, a praktyki odbył w Przedsiębiorstwie Połowów i Usług Rybackich Korab w Ustce.
Pracował jako rybak, prowadził własne przedsiębiorstwo w Ustce. W 2005 został prezesem Związku Rybaków Polskich. Występował jako krytyk unijnych limitów na połowy dorsza i nadmiernych połowów jednostek z innych państw na Bałtyku. 31 sierpnia 2007 powołany na stanowisko podsekretarza stanu w Ministerstwie Gospodarki Morskiej, odpowiedzialnego za rybołówstwo. Odwołany z funkcji 3 grudnia tego samego roku. W wyborach parlamentarnych w 2007 bezskutecznie ubiegał się o mandat posła z list Prawa i Sprawiedliwości jako kandydat bezpartyjny (zdobył 1793 głosy). Później powrócił do kierowania Związkiem Rybaków Polskich, po 2015 był także doradcą ministra gospodarki morskiej i żeglugi śródlądowej Marka Gróbarczyka do spraw rybołówstwa.

## Życie prywatne
Żonaty (żona Ewa), ma jedną córkę – Katarzynę (ur. 1992).